# Милешева
Милешева (на сръбски: Манастир Милешева) е средновековен сръбски манастир. Намира са в западната част на Сърбия на 6 km от Приеполе по течението на река Милешевка.

## Галерия
- Манастирската църква
- Конакът
- Камбанарията
- Манастирският комплекс